# Forte Business Services
Forte Business Services este o companie de IT din România înființată în anul 1990 sub numele de Forte Company.
Firma Forte Company a fost apoi preluată de către grupul german Siemens, prin intermediul Siemens Business Services (SBS) Austria, la jumătatea anului 2005, și a fuzionat cu filiala de servicii din România a SBS.
Număr de angajați:
- 2009: 350[2]
- 2005: 300[3]

Cifra de afaceri
- 2007: aproximativ 47,6 milioane euro realizați din servicii[4]
- 2006: 22,6 milioane euro
- 2005: 45 milioane euro